# Gregorio Pérez
Gregorio Elso Pérez Perdigón (Gregorio Aznárez, Maldonado, 16 de enero de 1948) es un exfutbolista y director técnico uruguayo, que se encuentra retirado de la dirección técnica.

## Trayectoria
Como jugador fue una destacada figura de Defensor Sporting, logrando el campeonato uruguayo de 1976 y jugando la Copa Libertadores 1977.
Fue entrenador de diversos equipos uruguayos desde 1981 hasta 1987. Luego fue ayudante técnico de Óscar Washington Tabárez en la selección uruguaya en el Mundial de Fútbol Italia 1990.
En 1993 asumió por primera vez como director técnico de Peñarol, obteniendo tres campeonatos uruguayos consecutivos y alcanzando dos finales en la Copa Conmebol. En 1996 pasó por Independiente de Avellaneda y Cagliari de Italia. Retornó a Peñarol en 1997, obteniendo el campeonato que completó el segundo quinquenio de oro. 
Pérez dirigió a Gimnasia y Esgrima La Plata en 1999 y 2000, tras lo cual regresó a Peñarol. En 2003 fue entrenador de Danubio donde entrenó al colombiano Carlos Alberto Sánchez. Luego estuvo tres años en Argentina como director técnico de Olimpo y Argentinos Juniors.
Su cuarto período en Peñarol fue en 2006-07, en el que fue subcampeón del Apertura y Clausura.

### Paraguay
En marzo de 2009 asume como entrenador del Olimpia de Paraguay, a partir de la 5ª fecha del torneo Apertura. En este no logra obtener resultados positivos (pese a que ganó dos superclásicos) finalizando en el cuarto lugar. Más tarde, en medio de la mini-pretemporada previa al inicio del nuevo campeonato, Gregorio anunció su renuncia debido a la falta de nuevas incorporaciones para la conformación del plantel.
En noviembre de 2009, tuvo acercamientos con el Universidad de Chile, cuya dirigencia llegó a mostrar interés en contar con sus servicios. Sin embargo, el 31 de marzo de 2010 recibió otra oferta, esta vez para hacerse cargo de Libertad de Paraguay, la cual aceptó.
En abril de 2010, Gregorio Pérez empieza su carrera como Director Técnico de Libertad, en el cual empieza en la parte media del torneo Paraguayo ya que fue el reemplazante de Javier Torrente el cual dejó a Libertad casi clasificado para octavos de finales de la Copa Libertadores 2010, empieza con una buena campaña y para el 6 de mayo en la jornada de Copa Libertadores logra pasar por encima de Once Caldas de Colombia llegando a cuartos de final, donde más tarde es eliminado por Chivas de Guadalajara por un marcador global de 3-2; igualmente el equipo de Libertad demuestra su poderío en lo ofensivo rematando varias veces por el palo o grandes jugadas en conjunto.
Logró consagrarse como campeón paraguayo en la segunda mitad del 2010.

### Vuelta a Peñarol
El 5 de septiembre de 2011, Diego Aguirre anuncia su renuncia al cargo de entrenador de Peñarol, lo que lleva a los directivos del club a contratar a Pérez, siendo esta la quinta vez en la que se le otorga la dirección técnica del mirasol. Fue cesado por la directiva el 26 de febrero de 2012.

### Olimpia
El 11 de julio de 2012 es oficializado como nuevo técnico del Club Olimpia en reemplazo de Gerardo Pelusso. Solo duró poco más de 2 meses en el Rey de Copas, luego en una entrevista manifestó que fue una mala experiencia su paso por Olimpia debido a diferencias y discusiones contra el dirigente Recanate.
Luego de así 4 años de para, en octubre de 2016 firma por Rubio Ñu. A final de temporada logró el objetivo de salvar la categoría.
A finales del 2016 fue oficializado como nuevo director del Deportes Tolima. Duró en el mando un poco más de 1 mes, debido a problemas con el presidente del Tolima, Gabriel Camargo. Según Gregorio, él no dejó que el presidente tuviera injerencia en el equipo y en las alineaciones.

### Llegada a Independiente Santa Fe
El 13 de junio de 2017 se anuncia su llegada al cargo de entrenador de Santa Fe. El Técnico uruguayo no consigue los resultados esperados en Copa Sudamericana 2017 y Copa Colombia 2017, pero logra llevar al club bogotano a la gran final del Torneo Finalización 2017 (Colombia), que finalmente terminó perdiendo Santa Fe 3-2 ante su rival de patio, Millonarios.

### Efímero paso por Universitario de Deportes
Luego de casi 2 años sin dirigir, el 3 de diciembre del 2019 es anunciado como director técnico del Club Universitario de Deportes. Dos días después, arribó a Lima y fue presentado en el Estadio Monumental de Lima en conferencia de prensa. Inició la pretemporada con el conjunto estudiantil el 26 de diciembre del mismo año, dirigiendo su primer encuentro ante Huracán en Argentina el 12 de enero de 2020, derrotando al 'Globo' 2-1 en un amistoso internacional.
Nueve días después, el 21 de enero, Pérez dirigió su primer encuentro oficial: empató 1-1 con Carabobo en el duelo de ida por la primera ronda de la Conmebol Libertadores, venciendo 1-0 en el duelo de vuelta y clasificando a la segunda etapa, donde caería eliminado ante Cerro Porteño por un global de 2-1 (1-1 en Lima y 0-1 en Asunción).
A nivel local, Pérez dirigió su primer encuentro por la Liga 1 en la primera fecha del Torneo Apertura, venciendo 2-1 de visita a FBC Melgar en Arequipa, el 31 de enero de 2020.
Pérez, sin saberlo, dirigiría su último duelo al mando de Universitario el 8 de marzo, imponiéndose 2-0 sobre Alianza Lima en el Superclásico del fútbol peruano. Posterior a ello, el torneo peruano entró en para a causa de la pandemia de COVID-19 y Pérez regresó a su natal Uruguay, desde donde fue notificado por la administración temporal de Universitario que ya no seguiría al mando de la institución. El club anunció la salida del 'Maestro' en junio de 2020.

### Regreso a Universitario de Deportes
El 1 de septiembre de 2021, siguiendo el despido de Ángel Comizzo, la salida de GREMCO de la administración del club y la llegada de Jean Ferrari como nuevo administrador, Pérez fue anunciado como el nuevo entrenador de Universitario de Deportes, marcando su regreso al club casi un año y medio después de su salida. Su segundo debut con el club se dio el 13 de septiembre por el Torneo Clausura de la Liga 1, dirigiendo a Universitario en la victoria por 2-0 ante la Universidad San Martín. Terminó el torneo corto dejando a Universitario en el tercer lugar con 7 victorias y 1 derrota en 8 partidos dirigidos. Si bien se esperaba su continuación durante el 2022, el 21 de enero de ese mismo año oficialmente dejó al equipo por problemas de salud.

## Clubes

### Como jugador
| Club     | País    | Año       |
| -------- | ------- | --------- |
| Defensor | Uruguay | 1967-1979 |

### Como entrenador
| Club                                      | País      | Año       |
| ----------------------------------------- | --------- | --------- |
| Progreso                                  | Uruguay   | 1981      |
| Basáñez                                   | Uruguay   | 1982      |
| Defensor                                  | Uruguay   | 1983-1984 |
| Rampla Juniors                            | Uruguay   | 1985      |
| Central Español                           | Uruguay   | 1986      |
| Wanderers                                 | Uruguay   | 1987      |
| Selección de Uruguay Sub-20               | Uruguay   | 1988      |
| Selección de Uruguay (segundo entrenador) | Uruguay   | 1988-1990 |
| Gimnasia y Esgrima LP                     | Argentina | 1991-1992 |
| Peñarol                                   | Uruguay   | 1993-1995 |
| Independiente                             | Argentina | 1996      |
| Cagliari                                  | Italia    | 1996      |
| Peñarol                                   | Uruguay   | 1997-1998 |
| Gimnasia y Esgrima LP                     | Argentina | 1999-2000 |
| Peñarol                                   | Uruguay   | 2002      |
| Danubio                                   | Uruguay   | 2003      |
| Olimpo                                    | Argentina | 2004-2005 |
| Argentinos Juniors                        | Argentina | 2005-2006 |
| Peñarol                                   | Uruguay   | 2006-2007 |
| Olimpia                                   | Paraguay  | 2009      |
| Libertad                                  | Paraguay  | 2010-2011 |
| Peñarol                                   | Uruguay   | 2011-2012 |
| Olimpia                                   | Paraguay  | 2012      |
| Rubio Ñu                                  | Paraguay  | 2016      |
| Deportes Tolima                           | Colombia  | 2017      |
| Santa Fe                                  | Colombia  | 2017-2018 |
| Universitario de Deportes                 | Perú      | 2020      |
| Defensor Sporting                         | Uruguay   | 2020      |
| Universitario de Deportes                 | Perú      | 2021      |

## Palmarés

### Campeonatos nacionales

#### Como jugador
| Título              | Equipo   | País    | Año  |
| ------------------- | -------- | ------- | ---- |
| Campeonato Uruguayo | Defensor | Uruguay | 1976 |

#### Como entrenador
| Título              | Equipo   | País     | Año  |
| ------------------- | -------- | -------- | ---- |
| Campeonato Uruguayo | Peñarol  | Uruguay  | 1993 |
| Campeonato Uruguayo | Peñarol  | Uruguay  | 1994 |
| Campeonato Uruguayo | Peñarol  | Uruguay  | 1995 |
| Campeonato Uruguayo | Peñarol  | Uruguay  | 1997 |
| Torneo Clausura     | Libertad | Paraguay | 2010 |

### Distinciones individuales
| Distinción                              | Otorgada por        | Año  |
| --------------------------------------- | ------------------- | ---- |
| Distinción Fair Play de Premios Guaraní | Canal 2 Red Guaraní | 2010 |
| Premios Guaraní - Mejor DT              | Canal 2 Red Guaraní | 2010 |
| Mejor DT                                | APF                 | 2010 |